# Єхезкель Хазом
Єхе́зкель Хазом (івр. יחזקאל חזום; 30 листопада 1946 — 21 березня 2023) — ізраїльський футболіст, виступав на позиції нападника.

## Клубна кар'єра
Хазом народився в Іраку і в юному віці іммігрував до Ізраїлю разом із сім'єю, виріс у Яффі. Розпочав займатися футболом у 9-річному у молодіжній команді «Хапоеля» (Тель-Авів). У 1963 році, коли йому було 17 років, був переведений у дорослу команду й дебютував у дербі проти Маккабі Тель-Авів. 20 червня 1964 року він забив свій перший м'яч у футболці тель-авівського «Хапоеля», у ворота «Маккабі» (Петах-Тіква).
У 1966 році під керівництвом тренера Давіда Швейцера Хазом, разом зі своїми однолітками Єгошуа Файгенбаумом, Давидом Прімо, Шабі Бен-Барухом та Дані Бурсуком також ветераном Гедеон Тишем, виграв чемпіонат з тель-авівським «Хапоелем». У цьому сезоні молодий Хазом відзначився 7-ма голами, в тому числі й переможному (3:2) поєдинку проти «Маккабі» (Петах-Тіква). У наступному сезоні Хазом виграв Кубок азійських чемпіонів, хоча за місяць до фіналу він отримав травми і не взяв участі у тому поєдинку.
У 1969 році під керівництвом Рехавії Розенбаума разом з командою виграв ще один чемпіонат, його партнерами по команді були Яків Рахмановіц, 
Шимон Бен-Єгонатан, Джордж Борба та Роні Кальдерон. У цьому сезоні Хазом відзначився 8-ма голами. У наступному сезоні, відзначившись дублем допоміг «Хапоелю» здобути найбільшу перемогу в національному чемпіонаті, 8:0 над «Хапоелем» (Беер-Шева). У 1970 році «Хапоель» знову вийшов до Кубку європейських чемпіонів, і цього разу Єезкель взяв участь у фінальній грі проти іранського «Тадж», і навіть відзначився голом, який дозволив «Хапоелю» вийти вперед, але врешті-решт з рахунком 2:1 переміг іранський клуб. У 1972 році він виграв Кубка Ізраїлю, після перемоги з рахунком 1:0 над єрусалимським «Хапоелем». Хазом відзначився 3-ма голами в кубкових поєдинках того сезону, включаючи й півфінальний матч проти «Маккабі» (Хайфа).
У 1977 році залишив Тель-Авів. Хазом є найкращим бомбардиром тель-авівського «Хаапоеля» в історії, на його рахунку в чемпіонатах Ізраїлю 97 м'ячів (а в усіх турнірах — 135). Другим же найкращим бомбардиром клубу є Єгошуа Файгенбаум. Протягом сезону 1977/78 років захищав кольори «Хапоеля» (Рамла). По завершенні сезону переходить до «Хапоеля» (Ашкелон), кольори якого захищає до 1979 році, коли вирішує завершити ігрову кар'єру. Після цього працював тренером у декількох нижчолігових клубах Ізраїлю, а також був асистентом у Давіда Швейцера під час його роботи у «Хапоелі» (Тель-Авів)

## Кар'єра в збірній
У 1965 році дебютував у футболці національної збірної Ізраїлю, в програному (0:5) поєдинку кваліфікації чемпіонату світу 1966 року проти Бельгії, який відбувся в Рамат-Гані. Був викликаний для участі в чемпіонаті світу в Мексиці, але не зіграв на ньому жодного поєдинку, просидівши весь час на лаві для запасних. Після цього більше не грав за національну збірну, й лише у 1973 році востаннє був викликаний до її табору. 26 травня 1973 року він вийшов востаннє в складі національної збірної в поєдинку кваліфікації чемпіонату світу 1974 року проти Японії, в Сеулі. З 1965 по 1973 рік у формі головної команди Ізраїлю зіграв 9 матчів.

## Статистика виступів

### Клубна
| Сезон   | Клуб                  | Країна  | Змагання    | Матчі | Голи |
| ------- | --------------------- | ------- | ----------- | ----- | ---- |
| 1963/64 | «Хапоель» (Тель-Авів) | Ізраїль | Ліга Леуміт | 4     | 1    |
| 1964/65 | «Хапоель» (Тель-Авів) | Ізраїль | Ліга Леуміт | 25    | 6    |
| 1965/66 | «Хапоель» (Тель-Авів) | Ізраїль | Ліга Леуміт | 24    | 6    |
| 1966/67 | «Хапоель» (Тель-Авів) | Ізраїль | Ліга Леуміт | ?     | ?    |
| 1967/68 | «Хапоель» (Тель-Авів) | Ізраїль | Ліга Леуміт | ?     | ?    |
| 1968/69 | «Хапоель» (Тель-Авів) | Ізраїль | Ліга Леуміт | 30    | 8    |
| 1969/70 | «Хапоель» (Тель-Авів) | Ізраїль | Ліга Леуміт | 29    | 9    |
| 1970/71 | «Хапоель» (Тель-Авів) | Ізраїль | Ліга Леуміт | 28    | 7    |
| 1971/72 | «Хапоель» (Тель-Авів) | Ізраїль | Ліга Леуміт | 27    | 10   |
| 1972/73 | «Хапоель» (Тель-Авів) | Ізраїль | Ліга Леуміт | 27    | 16   |
| 1973/74 | «Хапоель» (Тель-Авів) | Ізраїль | Ліга Леуміт | 24    | 7    |
| 1974/75 | «Хапоель» (Тель-Авів) | Ізраїль | Ліга Леуміт | 19    | 3    |
| 1975/76 | «Хапоель» (Тель-Авів) | Ізраїль | Ліга Леуміт | 28    | 3    |
| 1976/77 | «Хапоель» (Тель-Авів) | Ізраїль | Ліга Леуміт | 18    | 4    |
| 1977/78 | «Хапоель» (Рамла)     | Ізраїль | Ліга Леуміт | 22    | 9    |
| 1978/79 | «Хапоель» (Ашкелон)   | Ізраїль | Ліга Леуміт | 17    | 7    |

## Досягнення
«Хапоель» (Тель-Авів)
- Ліга Леуміт
  -  Чемпіон (2): 1966, 1969

- Кубок Ізраїлю
  -  Володар (1): 1972

- Суперкубок Ізраїлю
  -  Володар (3): 1966, 1969, 1970

- Кубок азійських чемпіонів
  -  Володар (1): 1967